# Susie Orbach
Susie Orbach (Londres, 6 de noviembre de 1946) es una psicoterapeuta británica, psicoanalista, escritora y crítica social. En su primer libro Fat is a Feminist Issue analizó la psicología de las dietas y los excesos de comida en las mujeres. Ha hecho incidencia política contra la presión mediática que sufren las mujeres para sentirse satisfechas con su apariencia física. Está casada con la escritora Jeanette Winterson.

## Biografía
Orbach nació en Londres en 1946 en una familia judía y creció en Chalk Farm, en el norte de Londres. Su madre era una profesora americana, y su padre, Maurice Orbach, un parlamentario del Partido Laboralista. Ganó una beca para el colegio North Collegiate School, a la que asistió hasta los 15 años.

## Carrera
En 1976 creó el Centro de Terapia para Mujeres junto con Luise Eichenbaum y posteriormente en 1981 el Instituto Centro de Terapia para Mujeres, un instituto de formación en Nueva York. Ha sido asesora para el Banco Mundial, el Servicio Nacional de Salud de Reino Unido (NHS) y fue la cocreadora de la campaña sobre belleza real de la marca Dove.
Susie participa también en el grupo que dirige la campaña para fomentar la confianza corporal, cofundada por Lynne Featherstone y Jo Swinson en marzo de 2010.

### Beca
Orbach ha sido académica visitante en la New School for Social Research de Nueva York y profesora visitante en la London School of Economics durante diez años. Fue catedrática de la Escuela de Relaciones en el Reino Unido. Orbach también es coordinadora de Anybody, una organización que aboga por la diversidad de cuerpos. Es cofundadora y miembro de la junta de Antidote, que trabaja por la alfabetización emocional. Orbach también es cofundadora de Psicoterapeutas y Consejeros por la Responsabilidad Social. Ha sido reseñada en numeras publicaciones, como The Guardian.

### Consulta
Orbach tiene una consulta en Londres y atiende a sus pacientes tanto de manera individual como en pareja.

## Familia
Orbach mantuvo una relación sentimenal con Joseph Schwartz durante más de 30 años, con quien tuvo sus dos hijos.
Según la escritora Jeanette Winterson, su mujer actualmente, Orbach "se llama a sí misma post-heterosexual".

## Publicaciones
El primer libro de Orbach, Fat is a Feminist Issue, trató sobre los problemas de las mujeres para relacionarse con sus cuerpos y su consciencia sobre comer en público. En este libro examinó los significados inconscientes de la gordura y la delgadez, y sobre por qué las personas comen incluso cuando no están físicamente hambrientas. También desarrolló estrategias para superar la ingesta compulsiva de alimentos. 
Otros libros de Orbach sobre la comida y el cuerpo son Fat is a Feminist Issue II, Hunger Strike, On Eating y Bodies. En Bodies propuso una nueva teoría sobre cómo adquirir un sentido propio del cuerpo. La publicación incluye casos de estudio de personas amputadas y menores que han estado acogida o han pasado por procesos de adopción y ofrece, por un lado, una crítica a la belleza, la dieta y las industrias farmacéuticas y, por otro, su pensamiento sobre la crisis de obesidad. 
Otro campo de su trabajo está relacionado con las dinámicas en las relaciones. En el libro What do Women Want (escrito con Luise Eichenbaum) expone las dinámicas al interior de las parejas, especialmente en las heterosexuales, y explora la dependencia y el impacto de la relación madre/hija y madre/hijo desde el punto de vista adulto. En este libro Orbach y Eichenbaum plantean las bases de unas relaciones íntimas más democráticas emocionalmente. Bittersweet, también escrito con Luise Eichenbaum, pone el foco en las amistades, las relaciones en el trabajo y el amor entre las mujeres. El libro describe los vínculos conjuntos que pueden darse entre mujeres y la lucha por conseguir vínculos individuales. En Understanding Women, Orbach y Eichenbaum se basan en su experiencia en el Centro de Terapia para Mujeres para teorizar sobre la psicología de las mujeres e introducir el concepto de 'la pequeña niña interior'. 
The Impossibility of Sex fue un nuevo punto de partida. Es una colección de historias imaginadas en terapia escritas desde la perspectiva de la terapeuta. Las historias están interlazadas con la teoría y debate sobre conceptos psicológicos clave, así como la explicación de la experiencia de la terapeuta. A pesar de ser casos imaginados, cuentan situaciones reales sobre las luchas diarias, rumiaciones y experiencias de ser terapeuta. 

### Periodismo
Durante 10 años Orbach tuvo una columna sobre las emociones en la vida pública y privada en The Guardian. Sus artículos han sido recopilados en dos volúmenes: What's Really Going on Here y Towards Emotional Literacy. 

### Libros
- Orbach, Susie; In Therapy - The Unfolding Story London: Profile Books. (2018)
- Orbach, Susie; In Therapy London: Profile Books. (2016)
- Orbach, Susie; Fat is a feminist issue: the anti-diet guide to permanent weight loss. New York: Paddington Press. (1978)
- Orbach, Susie; Fat is a feminist issue II: a program to conquer compulsive eating. New York: Berkley Books. (1982)
- Orbach, Susie; Eichenbaum, Luise. Understanding women: a feminist psychoanalytic approach. New York: Basic Books. (1983)
- Orbach, Susie; Eichenbaum, Luise. What do women want: exploding the myth of dependency. New York: Coward-McCann. (1983)
- Orbach, Susie; Hunger strike: the anorectic's struggle as a metaphor for our age. New York: Norton. (1986)
- Orbach, Susie; Eichenbaum, Luise. Bittersweet: facing up to feelings of love, envy, and competition in women's friendships. London: Century. (1987)
- Orbach, Susie; What's really going on here. London: Virago. (1994)
- Orbach, Susie; Towards emotional literacy. London: Virago. (1999)
- Orbach, Susie; The impossibility of sex. London: Karnac. (2005)
- Orbach, Susie; On eating. London: Penguin. (2002)
- Orbach, Susie; Bodies. New York: Picador. (2009)
- Orbach, Susie; Appignanesi, Lisa; Holmes, Rachel. Fifty shades of feminism. London: Virago. (2013)